# Oural Tansikbayev
Oural Tansikbaevitch Tansikbayev (en russe : Урал Тансыкбаевич Тансыкбаев, en ouzbek : O'rol Tansiqboyev ; né le 1er janvier 1904 à Tachkent dans l'Empire russe et mort le 18 avril 1974 à Noukous en République socialiste soviétique autonome de Karakalpakie) est un peintre soviétique, kazakh et ouzbek. 

## Biographie
Oural Tansykbayev est né à Tachkent.

À l'age de vingt ans, il   commence à étudier la peinture à l'atelier du Musée des Arts de Tachkent (1923-1927) avec N. V. Rozanov. En 1928-1929, il étudie au Collège des Arts de Penza avec Ivan Goriouchkine-Sorokopoudov.

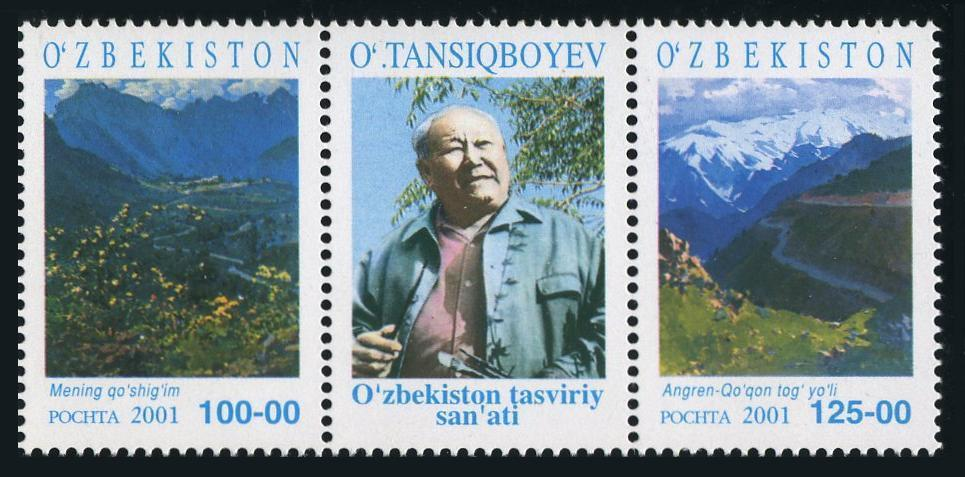
Triptyque postal de l'Ouzbékistan, 2001.

Ayant visité Moscou en 1929, Tansikbayev se familiarise avec ses musées, voit la peinture moderne d'Europe occidentale. Ses œuvres de cette période (Portrait d'A. Tashkenbaev, Les Habitants de Tachkent, Portrait d'un Ouzbek, La Rue à Tachkent, Tcharvak, Nomad) sont inspirés par le postimpressionnisme français.
Après les expositions d'œuvres d'art de la RSS d'Ouzbékistan à Moscou et à Philadelphie (États-Unis) en 1934, on a commencé à appeler Tansikbayev « le coloriste ouzbek principal ».
Depuis le début des années 1950, le paysage est devenu le genre principal de son œuvre.
Oural Tansikbayev est également connu en tant qu'artiste de théâtre (il a créé la conception du premier ballet kazakh Kalkaman et Mamyr au Théâtre d'opéra et de ballet kazakh (Alma-Ata, 1938) et en tant que muraliste (il est l'auteur des fresques dans le pavillon de la RSS d'Ouzbékistan à l'exposition de Réalisations économiques à Moscou, 1952-1954).
Tansikbayev meurt le 18 avril 1974 à Noukous (Karakalpak ASSR, Ouzbek SSR). 

## Œuvres remarquables dans les musées
- Nomad (1931), «Vallée de Chirchik» (1940), «Matin de la centrale hydroélectrique de Kairak-Kum» (1957) - Musée national d'art oriental (Moscou).
- Terre natale (1951), «Mars en Ouzbékistan» (1958), «Soirée dans le village de montagne» (1972) - Musée de la Maison d'Oural Tansikbayev (Tachkent).
- Paysage de montagne (1963) - Musée d'État des arts A. Kasteev (Almaty).
- Sur le chantier de Charvak (1970) - Union des artistes de l'URSS (Moscou).
- Plus de cinq cents de ses œuvres se trouvent au Musée d'art d'État de Karakalpak (Nukus)[4].

## Récompenses et titres
- Artiste émérite de la RSS d'Ouzbékistan (1943)
- Artiste du peuple de la RSS d'Ouzbékistan (1944)
- Artiste du peuple de l'URSS (1963)
- Prix d'État de la RSS d'Ouzbékistan du nom de Khamza (1973)
- Ordre de Lénine (1964)
- Trois ordres de la bannière rouge du travail (1951, 1955, 1957)
- Ordre Buyuk Khizmatlari Uchun (2001) -  à titre posthume
- Médaille d'argent de l'exposition d'art de toute l'Union à Moscou (1957).
- Médaille d'argent à l'exposition universelle EXPO-58 à Bruxelles (1958).

## Mémoire
- En 1981, une maison commémorative d'Oural Tansykbayev a été ouverte, dont la directrice était sa femme, Elizaveta Tansikbayeva[5]. L'artiste lui-même a vécu dans la maison. L'exposition du musée contient 400 œuvres de l'artiste[6].
- À Alma-Ata, le Collège des arts décoratifs et appliqués d'Almaty porte son nom. En 2012, un monument à l'artiste a été dévoilé près du bâtiment du collège[7]. L'auteur du buste est un sculpteur local Yerkin Makulbaev.